# Ла Морита (Нуево Морелос)
Ла Морита (шп. La Morita) насеље је у Мексику у савезној држави Тамаулипас у општини Нуево Морелос. Насеље се налази на надморској висини од 225 м.

## Становништво
Према подацима из 2010. године у насељу је живело 10 становника.

### Хронологија
| Година       | 2000       | 2005        | 2010 |
| ------------ | ---------- | ----------- | ---- |
| Становништво | 12 (9 / 3) | 13 (10 / 3) | 10   |

### Попис
| # | Индикатор                     | Вредност |
| - | ----------------------------- | -------- |
| 1 | Укупно домаћинстава           | 5        |
| 2 | Укупно насељених домаћинстава | 2        |
| 3 | Величина локације             | 1        |